# 심해

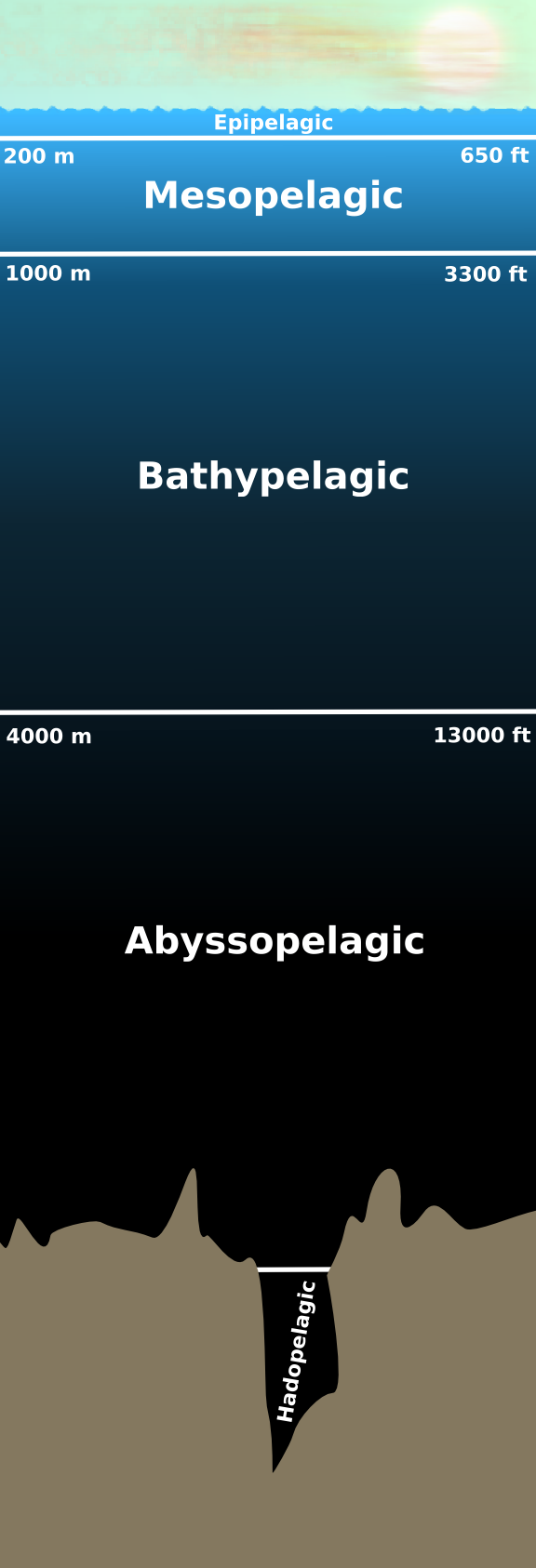

심해(深海, 영어: deep sea 또는 deep layer)는 해양학에서 대략 수심 2km(또는 1,800m) 이상의 깊은 바다로, 사람이 수압 때문에 견딜 수 없는 공간을 뜻한다. 수압이 매우 높아 보통의 방법으로는 측량이 불가하며, 레이다 등의 특수 장비로 측정해야 한다. 심해는 매우 넓어 그 면적은 전체 해양의 90%이며, 또 그곳에 담겨 있는 바닷물의 부피는 전체 해양의 95%에 이른다.
가장 깊은 심해는 일본과 파푸아뉴기니 사이에 있는 마리아나 해구의 챌린저 해연(Challenger Deep)으로 그 깊이는 최대 10,984m (비공식 11,034m)로 측정된다. 즉, 에베레스트산 높이에 2km 정도를 더해야 하는 깊이이다.

## 환경
심해는 점심해수층·심해원양성·초심해대로 나뉜다.

### 빛
햇빛은 중층원양대의 상부를 제외하고는 심해를 관통하지 못한다. 광합성이 불가능하기 때문에 식물은 이 구역에서 살지 못한다. 식물은 거의 모든 지구 생태계의 주요 생산자이기 때문에 해양에서의 삶은 다른 곳의 에너지원에 의존해야 한다. 열수 분출구 근처의 영역을 제외하면, 이 에너지는 유광층에서 떨어지는 유기 물질로 인해 발생한다. 가라앉는 유기 물질은 해마라고 하는 조류 입자, 찌꺼기 및 기타 생물학적 폐기물로 구성된다.

### 수압
바닷물의 압력은 깊이 10m마다 약 1기압 증가하기 때문에 많은 해양 생물이 겪는 압력은 극단적이다.

### 염분
염분에는 약간의 차이가 있지만 지중해 및 홍해를 제외하고는 생태학적으로 큰 차이는 없다.

### 수온
바다에서 가장 크고 가장 빠른 온도 변화의 2가지 영역은 지표수와 심층수 사이의 전이대, 수온약층 및 심해 바닥과 열수분출공에서의 뜨거운 물 흐름 사이이다. 수온약층의 두께는 수백m에서 거의 1000m까지 다양하다. 수온약층 아래에서 심해는 차갑고 수괴는 훨씬 더 동질적이다. 수온약층은 열대 지방에서 가장 두드러지며, 표층 수온은 일반적으로 20°C 이상이다. 수심 200~1000m에서는 깊이에 따라 수온이 내려간다. 수심 3000m~4000m 이하의 수온은 0~3도이다. 찬물은 극지방의 열염순환에서 비롯된다.

## 심해성 동물의 특징
심해의 생물이 서서히 자취를 감추고 심해 특유의 생물상으로 교체되는 추이대를 지나면, 식물이 전혀 살지 않는 세계가 펼쳐진다.
햇빛이 도달하지 않는 깊은 바다에 사는 동물들은 항상 동굴 속에서 생활할 수 있도록 진화하였다. 그 첫째는 빛을 내는 발광으로, 이것은 서로를 알아보기 위한 것으로 생각된다. 발광기의 대부분은 이들 동물의 배부분에 분포하고 있어서 밑에서 알아보는 데 도움이 되는데, 특히 발광 오징어류의 경우는 등쪽에 빛을 받는 것으로 여겨지는 '창(窓)'이 있다. 발광어에는 발광멸·슬로아니아매퉁이 등 여러 종류가 있으며, 갑각류 중 특히 새우류에 발광하는 것이 많다. 둘째는 대형화로 높은 압력을 견디기 위해 대사 활동을 높이고, 저온과 적은 먹이로 성장이 느리기에 대신 수명을 키우기 위해 커지게 됐다는 이론이다. 셋째는 멀리 있는 먹이 등을 잘 볼 수있게 몇몇 종들은 시력이 발달하여 있다.
일반적으로 심해어들은 적은 먹이감으로 살아가야 하기 때문에 몸집이 작은 편이다.

## 같이 보기
- 해저